# Pomona (planetoïde)
(32) Pomona is een planetoïde in de planetoïdengordel, tussen de banen van de planeten Mars en Jupiter. Pomona heeft een diameter van ongeveer 80 km en voltooit in 4,16 jaar een omloop rond de zon. Haar baan is slechts licht ellipsvormig. De minimale afstand tot de zon tijdens een omloop is 2,376 AE, de maximale afstand 2,798 AE.

## Ontdekking en naam
Pomona werd op 26 oktober 1854 ontdekt door de Duitse sterrenkundige Hermann Goldschmidt. Goldschmidt had eerder planetoïde (21) Lutetia ontdekt en zou nog twaalf andere planetoïden ontdekken.
Pomona is genoemd naar de Romeinse godin van fruit en overvloed, Pomona.

## Eigenschappen
Pomona is een S-type planetoïde, wat betekent dat ze een relatief helder oppervlak heeft dat bestaat uit silicaten en metalen als nikkelijzer. De planetoïde draait in bijna 9,5 uur om haar eigen as.
Uit een sterbedekking in 2008 is afgeleid dat de Pomona ofwel een concave vorm moet hebben, ofwel een meervoudige planetoïde is.